# Икарбус ИК-112
Икарбус ИК-112 (или ИК-112Н) је нископодни градски соло аутобус који производи српска фабрика аутобуса Икарбус из Земуна. Намењен превозу путника у најзахтевнијим условима експлоатације у градском саобраћају. Висина пода на улазним вратима од 340mm омогућава путницима улазак директно са тротоара без и једног степеника. Ова карактеристика олакшава употребу јавног превоза, посебно деци, старијима, особама са хендикепом и мајкама са колицама за бебе.
Прототипни модел, ИК-112.3 је израђен 2003. године у сарадњи са швајцарском фирмом Hess и шведским Volvoom заједно са зглобном верзијом - ИК-218. Оба модела (218 и 112) су израђена у част 80 година постојања фабрике Икарбус и израђена су на шасији Volvo B7LA. Каснији серијски модел - ИК-112Н је произвођен у опцији са CUMMINS или MAN мотором.
Град Београд је 2008. године набавио већи број аутобуса ИК-112Н за потребе ГСП Београд, чиме је возни парк обновљен за 15 одсто.
ИК-112 је данас највећим бројем у експлоатацији у јавном превозу Београда (ГСП и приватни превозници), и Новог Сада, као и у другим градовима, попут Ниша где приватна фирма Транспродукт бус превоз у возном парку има 8 аутобуса ИК-112Н.
У марту и јуну 2015. године ЈГСП Нови Сад и предузеће Arriva Litas из Београда су набавиле најновине моделе ИК 112 са новим моделом маске (као на моделу ИК-218М). 42 аутобуса је испоручено новосадском градском превозу, а девет приватном превознику из Београда.

## Спецификације
ИК-112 у тренутној понуди Икарбуса има следеће спецификације:
Димензије:
- Дужина - 11906 mm
- Ширина - 2525 mm
- Висина - 2805 mm
- Висина (укључујући и клима уређај) - 3032 mm
- Међуосовинско растојање - 5795 mm
- Предњи препуст - 2705 mm
- Задњи препуст - 3460 mm
- Предњи прилазни угао - 7°
- Задњи прилазни угао - 7°
- Висина салона - 2395 mm
- Висина пода у зони врата - 340 mm
- Пречник заокретања - 22429 mm

Маса
- Маса празног возила - 12090 kg
- Mаксимална дозвољена укупна маса - 18000 kg
- Технички прописана максимална носивост задње осовине 13000 kg
- Технички прописана максимална носивост предње осовине 8500 kg

Мотор - у понуди су два мотора:
- MAN D2066 LOH 1
- Еуро 4
- Конструкција - 4-тактни дизел-мотор
- Максимална снага - 199 kW (267 КС)
- Уградња - вертикална у задњем делу возила лево
- CUMMINS ISL8.9 Е5 280B
- Еуро 5
- Конструкција - 4-тактни дизел-мотор
- Максимална снага - 209 kW (280 КС)
- Уградња - вертикална у задњем делу возила лево[5]

Трансмисија

- 4-степени, аутоматски VOITH 864.5 мењач са интегрисаним успоривачем (уз МАN мотор)
- 6-степени, аутоматски мењач ZF 6 HP 604C са интегрисаним успоривачем (уз МАN мотор)
- 6-степени, аутоматски мењач ALLISON T325(R) са интегрисаним успоривачем (уз CUMMINS мотор)

Конструкција аутобуса је самоносећа решеткаста од квадратних профила. Аутобус се нуди са два распореда седишта - 30+1 и 36+1. Путничка седишта су пластична благо тапацирана. Рукохвати су пластифицирани у хоризонталном положају - дуж целог аутобуса и вертикалном - од седишта. Основна варијанта има троје двокрилних врата која се отварају ка унутра. Командовање вратима је од стране возача, а у случају опасноти врата се могу отворити и споља и изнутра. Бочни прозори су лепљени изграђени од ојачаног сигурносног стакла са могућношћу отварања. Аутобуси су опремљени и системом за грејање, вентилацију и хлађење, спољашњим електронским информационим панелима, и термички су изоловани.